# 조지 오맬리
조지 오맬리(영어: George O'Malley)는 숀다 라임스가 제작한 TV 드라마 《그레이 아나토미》의 등장인물이다. 시즌1부터 시즌6까지 주역으로 등장했으며, T. R. 나이트가 연기했다. 메러디스 그레이의 인턴 동기로, 어리버리한 성격에 007 살인면허라는 별명이 붙여졌지만, 매 시즌 성장하는 면모를 보여주고 있다. 메러디스 그레이를 좋아했지만, 이루어지지 않았으며, 캘리 토러스와 잠시 결혼생활을 했다. 하지만 이지 스티븐스와의 불륜으로 결혼 생활을 정리했다. 시즌 5에서는, 군대에 지원하기 위해 가는 도중, 다른 이가 버스에 치일 뻔 한 것을 구하고, 대신 자신이 크게 다쳐 시애틀 그레이스 병원으로 실려오게 되었다. 신원확인이 어려울 정도로 상처가 컸지만, 메러디스 그레이가 진찰 중, 환자가 조지 오말리임을 확인했다. 이후, 조지 오말리는 사망하고, 이후 모든 장기를 기증하고 사망하였다.